# Bouddhisme de la Voie du Diamant
Le bouddhisme de la Voie du Diamant (lignée Karma Kagyu) est une organisation religieuse ouverte aux laïques de l'école Karma Kagyu du bouddhisme tibétain. Le premier centre bouddhiste de la Voie du Diamant fut fondé en 1972 par Hannah Nydahl et Ole Nydahl à Copenhague, sous la direction de Rangjung Rigpe Dorje, le 16e Karmapa. Aujourd'hui, on compte environ 650 centres dans le monde, dirigés par Ole Nydahl sous la direction de Trinley Thaye Dorje, l'un des deux prétendants au titre de 17e Karmapa (voir Controverse du 17e karmapa). Divers maîtres bouddhistes tels que Sherab Gyaltsen Rinpoché, Jigmé Rinpoché et Nedo Kuchung Rinpoché participent aux centres de la Voie du Diamant et y organisent des séminaires de méditation.

## Histoire et développement
Les Karmapas, chefs de la lignée Karma-kagyu, furent les premiers à instaurer le système des tulkous dès le XIIIe siècle. 
Suite à l'invasion chinoise du Tibet, le 16e Karmapa, quitta le Tibet en 1959 et s'établit en exil au monastère de Rumtek au Sikkim, en Inde. À partir de cette époque, l'exode des Tibétains rendit le bouddhisme tibétain plus accessible au reste du monde. En effet, de nombreux jeunes Occidentaux, sur la route des hippies, d'Europe vers l'Inde et le Népal, entrèrent en contact avec des maîtres tibétains. À l'exemple de Freda Bedi, dès 1960, des Occidentaux commencèrent à prendre refuge auprès de ces maîtres. Ce fut le cas de Hannah et Ole Nydahl qui, lors de leur lune de miel dans l'Himalaya en 1968,  devinrent les élèves de Lopon Tsechu Rinpoché. Par la suite, en 1969, ils prirent refuge auprès de Rangjung Rigpe Dorje, le 16e Karmapa, et devinrent ses plus proches élèves occidentaux. Après qu'ils aient médité et étudié le bouddhisme pendant trois ans, Rigpe Dorje confia à Ole et Hannah la tâche de créer des centres de méditation en son nom en Occident,. Le premier centre Karma Kagyu occidental fut ainsi fondé en 1972 à Copenhague, au Danemark.
En 1974, Rigpe Dorje visita l'Europe en compagnie d'Ole et Hannah Nydahl,,. Suite à cette visite, il encouragea Ole Nydahl à voyager plus loin à travers l'Europe afin de promouvoir les doctrines fondamentales de l'école Karma Kagyu. Ainsi, le nombre de centres fondés augmenta au fil du temps, en particulier en Allemagne et en Pologne. Ole voyagea plus tard aux États-Unis, en Amérique du Sud et en Russie, fondant d'autres centres.
Suite à la controverse du 17e karmapa, les centres bouddhistes karma kagyu ont dû choisir comme successeur de la lignée, entre Orgyen Trinley Dorje, reconnu par Taï sitou rinpoché, le 14e Dalaï-Lama et le gouvernement chinois, ou bien Trinley Thaye Dorje soutenu par Mipham Chokyi Lodro. Dans les années 1990, si la majorité des monastères kagyu ont choisi d'accepter Orgyen Trinley Dorje, la plupart des centres de la Voie du Diamant, sous la direction d'Ole Nydahl, préférèrent opter pour Trinley Thaye Dorje,.
Le bouddhisme de la Voie du Diamant fut véritablement fondé en tant qu'organisation juridiquement distincte au sein de la branche Karma Kagyu en 1993. Jusque là, le couple Nydahl avaient laissé la gestion des centres qu'ils avaient fondé à l'administration Karma Kagyu. Cependant, il est courant que les lamas Karma Kagyu aient chacun leur propre organisation pour leurs étudiants, car chaque enseignant a un style et une approche différents. Ainsi, Mipham Chokyi Lodro dirige l'organisation Bodhi path, Chögyam Trungpa gère les centres Vajradhatu, etc. Les objectifs de l'organisation de la Voie du Diamant étaient et restent : « la création et le maintien d'une base permanente permettant aux laïcs et aux religieux de préserver, de cultiver et de pratiquer la religion, la philosophie et la culture bouddhistes dans des pays qui ne sont pas originellement bouddhistes, selon la manière traditionnelle de la transmission de la Voie du Diamant de la lignée Karma Kagyu ». Cela inclut la promotion de l'art bouddhique, le soutien aux traductions de textes bouddhistes authentiques et le financement de retraites. Le « conseil spirituel » de l'organisation est actuellement assuré par Trinley Thaye Dorje (Inde), par Mipham Chokyi Lodro (Kunzig Shamar Rinpoche) (Inde) et par Jigmé Rinpoché (France).

## Idéaux
Le bouddhisme de la Voie du diamant peut se décrire comme une adaptation de la tradition Karma-kagyu à la culture occidentale. A cette fin, les coutumes et les structures organisationnelles typiquement tibétaines ont été mises de côté.
Alors que les écoles du bouddhisme tibétain sont généralement destinées aux moines et aux religieux, Ole Nydahl décrit la Voie du Diamant comme une tradition laïque proposant ses méthodes aux personnes ayant un emploi, un conjoint, une famille et des responsabilités. Il déclare : « … notre travail se développe sur la base de l’amitié et de la confiance… puisque les enseignements de la Voie du Diamant visent à apporter liberté et indépendance, ce sont généralement les personnes possédant déjà ces qualités qui sont attirées par nos centres.»  Il affirme également avoir voulu éviter ce qui était perçu comme des aspects trop exotiques ou trop rituéliques du bouddhisme tibétain, comme les dévotions pujas chantées en langue tibétaine avec un accompagnement musical traditionnel. En 1998, Ole Nydahl déclarait : « Je ne veux pas que des personnes intelligentes et à l'esprit critique qui nous visiteraient, se retrouvent directement au beau milieu d'une puja, comme cela s’est si souvent produit par le passé. Elles pensent alors être tombées chez les catholiques ou dans une secte quelconque et malheureusement nous n’aurons pas de seconde chance de leur être bénéfiques, à elles ou à leurs amis partageant les mêmes idées. » Pour cette raison, la plupart des textes de méditation utilisés durant les cérémonies (à l’exception des mantras) sont traduits et utilisés dans les langues européennes.

## Pratiques
La pratique la plus importante du bouddhisme de la Voie du Diamant est l'identification avec l'enseignant. Vient ensuite l'effort pour maintenir la vision de Mahamudra et intégrer ce qui est appris en méditation dans la vie quotidienne,,.
Le bouddhisme de la Voie du Diamant utilise diverses méthodes de méditation classiques du vajrayana issues de la tradition karma-kagyu. Lorsque les pratiquants se réunissent pour des conférences ou des séances de méditation, ils effectuent généralement la « méditation du Guru Yoga » (sanskrit : guru yoga, tibétain : lamé naljor), qui consiste à s'identifier aux qualités éveillées du maitre fondateur (le 16ᵉ Karmapa) afin de les développer. Cette méditation est suivie de l'Invocation de la couronne noire (tibétain : zhwa nag ma, ཞྭ་ནག་མ་), chantée en tibétain.
Comme les autres pratiquants de la tradition Karma Kagyu, les pratiquants de la Voie du Diamant effectuent généralement une pratique préliminaire appelée ngöndro, qui consiste en 111 111 répétitions de quatre méditations différentes, suivant les instructions du 9e Karmapa. Le ngöndro doit être terminé avant de pouvoir passer à d'autres pratiques. Dans la plupart des cas, après avoir terminé le ngöndro, les étudiants pratiquent une méditation sur le 8e Karmapa, Mikyö Dorje, intitulée « Le Guru Yoga en quatre sessions» (Tun Shi Lame Naljor, en tibétain).
Parmi d'autres pratiques on trouve une variante de la méditation sur Chenrezig (sanskrit Avalokiteśvara) composée par un siddha du XIIe siècle, Thang Tong Gyalpo ainsi que le phowa (transfert de conscience au moment de la mort).
Les nouveaux pratiquants reçoivent les explications des méditations de la part de membres plus expérimentés qui sont autorisés à enseigner dans les centres bouddhistes de la Voie du Diamant.

## Localisation
On trouve des temples bouddhistes de la Voie du Diamant dans 65 pays différents : Argentine, Australie, Autriche, Biélorussie, Belgique, Brésil, Bulgarie, Canada, Chili, Colombie, Costa Rica, Crimée, Cuba, République tchèque, Danemark, Équateur, El Salvador, Estonie, Centre européen, Finlande, France, Allemagne, Grèce, Guatemala, Hong Kong, Hongrie, Islande, Irlande, Israël, Italie, Japon, Kazakhstan, Lettonie, Lituanie, Malte, Mexique, Mongolie, Monténégro, Népal, Pays-Bas, Nouvelle-Zélande, Norvège, Panama, Pérou, Pologne, Portugal, Roumanie, Russie, Serbie, Singapour, Slovaquie, Slovénie, Afrique du Sud, Corée du Sud, Espagne, Suède, Suisse, Taïwan, Thaïlande, Ukraine, Royaume-Uni, États-Unis, Uruguay, Venezuela et Vietnam.

## Enseignants

### Le16eKarmapa
Le 16e Karmapa, Ranjung Rigpe Dorje (1924-1981), est né à Dergé, dans l'est du Tibet. Il quitta la République populaire de Chine en 1959, convaincu que le Dharma serait mieux pratiqué hors de la Chine communiste. 
C'est lui qui demanda au couple Nydahl de fonder des centres Karma Kagyu en Occident. En 1974, il fit sa première visite en Occident, puis il donna de nombreux enseignements et initiations dans ces centres, ainsi que dans ceux de Kalu Rinpoché.

### Le17eKarmapa
Trinley Thaye Dorje est né au Tibet en 1983, mais il réussit à s'en échapper en 1994 et fut élevé à sa fonction par Mipham Chokyi Lodro (le 14e Shamar Rinpoché) à l'Institut bouddhiste international Karmapa (KIBI). Les fidèles de la Voie du Diamant considèrent qu'il est la véritable réincarnation du 16e Karmapa et donc l'actuel chef légitime de l'école Karma-kagyu. Cette reconnaissance est aussi soutenue par divers lamas comme : Mipham Chokyi Lodro, Shangpa Rinpoché, le 2e Beru Khyentsé, Gyatrul Rinpoché, Nedo Rinpoché et Sherab Gyaltsen Rinpoché. Thaye Dorje s'est rendu plusieurs fois en Occident pour enseigner. Sa première visite en Europe remonte à 2000 et sa première visite aux États-Unis en 2003. 

### Ole et Hannah Nydahl

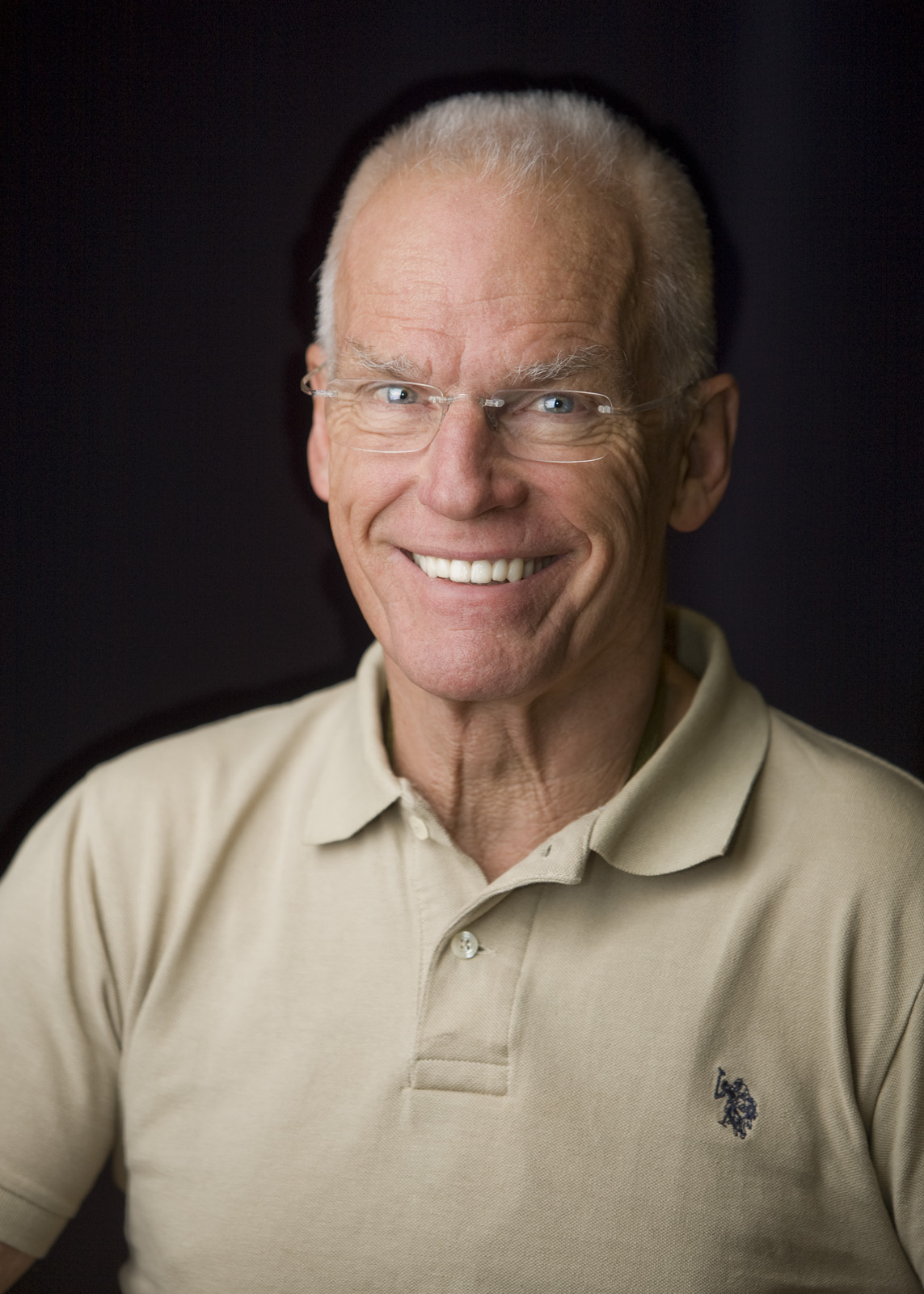
Lama Ole Nydahl en 2010

Ole Nydahl (né en 1941 près de Copenhague, au Danemark) est un lama bouddhiste d'origine danoise et l'une des principales figures de la diffusion du bouddhisme Karma Kagyu en Occident,. Depuis le début des années 1970, il a parcouru le monde, donné des conférences et des cours de méditation. Il est le fondateur, avec son épouse Hannah Nydahl (1946-2007) du bouddhisme de la Voie du Diamant. Il est souvent appelé Lama Ole Nydahl ou Lama Ole.

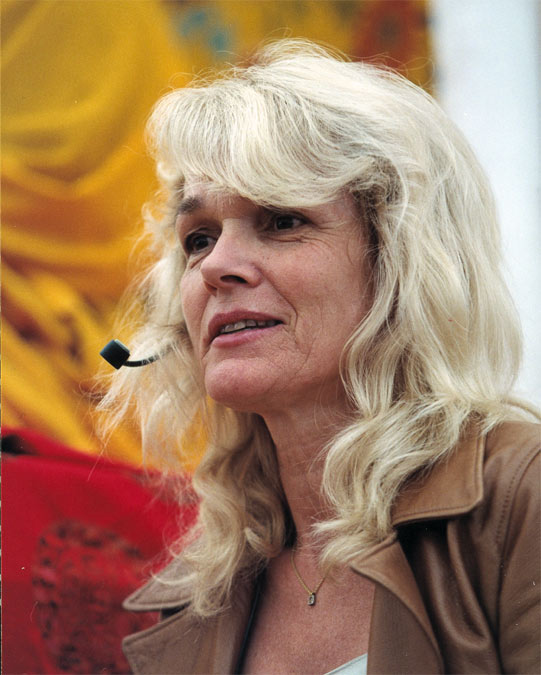
Hannah Nydahl

Hannah Nydahl (1946–2007), fut l'épouse d'Ole Nydahl et une importante enseignante et traductrice de la lignée Karma Kagyu du bouddhisme tibétain. Elle est née et décédée à Copenhague, au Danemark. Hannah et Ole Nydahl ont été initiés au bouddhisme lors de leur lune de miel au Népal en 1968, où ils sont devenus étudiants en 1969. On l'appelait parfois Lamini ou femme Lama, mais le rôle principal d'Hannah Nydahl était celui de traductrice, tâche qu'elle assumait avec fierté,.

### Mipham Chokyi Lodro
Mipham Chokyi Lodro est né en 1952 à Dergé, au Tibet. Vers l'âge de cinq ans, il fut reconnu comme la réincarnation du 13e Shamar Rinpoché et fut alors nommé comme 14e Shamar Rinpoché. Ce titre le positionna au deuxième rang dans la hiérarchie spirituelle de l'école Karma Kagyu, juste après le Karmapa. Comme ses prédécesseurs, il porte aussi le titre de Shamarpa c'est-à-dire Porteur du Chapeau Rouge. Mipham Chokyi Lodro quitta le Tibet à l'âge de 9 ans avec le 16e Karmapa pour fuir l'occupation chinoise. Il acheva ensuite ses études au Karmapa International Buddhist Institute (KIBI) à New Delhi, en Inde, après la mort du 16e Karmapa. En 1994, il avait officiellement reconnu Trinlay Thayé Dorje comme le 17e Karmapa. Il fut avec lui le gardien de la lignée Karma Kagyu.
Mipham Chokyi Lodro est aussi le fondateur de Bodhi Path, un autre groupe bouddhiste Karma Kagyu.

### Lopon Tsechu Rinpoché
Lopon Tsechu Rinpoché (1918–2003) est né au Bhoutan mais il quitta le pays à l'âge de 13 ans pour étudier et pratiquer le bouddhisme au Népal. En 1944, il rencontra le 16e Karmapa qui devint son principal maître. En 1969, il rencontra Hannah et Ole Nydahl à Katmandou et devient leur premier maitre. Il visita l'Europe pour la première fois en 1987 à l'invitation du couple Nydahl. Il voyagea beaucoup en Europe, aux Amériques et en Australie, prodiguant enseignements et initiations. Il fit ériger 17 stupas (monuments bouddhistes) en Europe et en Asie, dont deux importants en Espagne : le stupa de Kalachakra et le stupa de Benalmádena, plus grand stupa hors d'Asie.

### Shérab Gyaltsen Rinpoché
Maniwa Sherab Gyaltsen Rinpoché, né en 1950 au Népal, a été ordonné à Rumtek en Inde par le 16e Karmapa. Le titre de « Maniwa » est donné à un maître de la pratique du Chenrezig, qui consiste en l'accomplissement d'un milliard de récitation du mantra Om mani padme hum.

### Autres lamas
D'autres enseignants sont cités par le site officiel du bouddhisme dela Voie du diamant :
- Jigmé Rinpoché
- Shangpa Rinpoché
- Nedo Rinpoché